# Penaincisalia amatista
Penaincisalia amatista is een vlinder uit de familie van de Lycaenidae. De wetenschappelijke naam van de soort werd als Thecla amatista in 1895 gepubliceerd door Paul Dognin.

## Synoniemen
- Thecla candor,  Druce 1907
- Candora fallacandor,  Johnson 1992
- Candora kellya,  Johnson 1992
- Candora contraloxurina,  Johnson 1992
- Candora triangulara,  Johnson 1992